# Schubdieren
Schubdieren, ook wel termieteneters genoemd (Manidae) vormen een familie van zoogdieren. Het is de enige nog levende familie uit de orde der schubdierachtigen (Pholidota). Er zijn acht verschillende soorten, die voorkomen in de bossen en graslanden van westelijk- en oostelijk Afrika en in Zuid-Azië, van India en Sri Lanka tot Sumatra en Kalimantan. Sommige soorten leven in bomen, anderen op de grond. Enkele van de boombewonende schubdieren hebben een grijpstaart.
De schubben liggen als dakpannen over het lichaam en bedekken het gehele lijf met uitzondering van de buik en de binnenzijde van de armen. Schubdieren zien er op het eerste gezicht uit als lopende dennenappels. Bij gevaar rollen ze zich als een egel op, waarbij de schubben bescherming bieden tegen vijanden. Alleen hyena's en grote katten kunnen door deze laag dringen. Ze verschillen in grootte van het langstaartschubdier, dat 30 tot 35 centimeter lang en 1,2 tot 2 kilogram zwaar wordt, tot het reuzenschubdier, dat 75 tot 85 centimeter lang en 25 tot 33 kilogram zwaar wordt. Mannetjes worden veel groter dan vrouwtjes.
Schubdieren zijn gespecialiseerd in het eten van mieren en termieten. Ze hebben een lange, dunne tong, bedekt met kleverig speeksel. Schubdieren hebben geen tanden, en het voedsel wordt vermalen in de stevige maag. Oren zijn klein of ontbreken. De voorpoten zijn omgevormd tot korte, krachtige graafpoten.
Het zijn solitaire dieren. Ze krijgen meestal één jong. De moeder beschermt de jongen bij gevaar door zich om de jongen heen op te rollen. Na twee jaar zijn de jongen geslachtsrijp. Schubdieren lijden onder het verlies van hun natuurlijke habitat en worden op grote schaal gevangen en gedood om het vlees en met name de schubben. Aan de schubben van schubdieren worden in delen van Afrika en Azië geneeskundige krachten toegekend. Ze zijn hierdoor een van de sterkst bedreigde groepen van zoogdieren ter wereld.

## Naamgeving
Ook in andere talen worden de dieren met 'schubdier' aangeduid, zoals het Deense skældyr, het Noorse skjelldyr en het Duitse Schuppentier. In de Engelse taal worden de dieren wel 'geschubde miereneters' genoemd (scaly anteaters). Ook de naam pangolins wordt gebruikt, zoals ook in het Frans (pangolins) en het Spaans (pangolines). De naam pangolin is afkomstig van het Maleise peng-golin dat 'roller' betekent en slaat op het vermogen het lichaam op te rollen. In sommige talen wordt verwezen naar de gelijkenis met een dennenappel, zoals het Duitse Tannenzapfentier (dennenappeldier) en het Zweedse myrkottar, dat vertaald kan worden als 'mierenappels'.
De oude Romeinen noemden het schubdier 'aardkrokodil', de Indiërs noemden het bajur-kit of 'jungle-vis' en in China stond het dier vroeger bekend als lungli of 'drakenkarper' In legenden van China worden schubdieren gezien als dieren die door bergen kunnen graven en worden namen toegedicht. De Kantonese naam kan vertaald worden als 'dieren die door bergen graven' en een andere Chinese naam is Chun-shua-cap, dat 'geschubde heuvelboorder' betekent.
De wetenschappelijke naam Pholidota wordt niet alleen gebruikt voor de orde van de schubdierachtigen. Pholidota is ook de naam van een geslacht van planten die behoren tot de orchideeënfamilie (Orchidaceae).

## Soorten
In de onderstaande tabel zijn alle soorten weergegeven met de auteur, het verspreidingsgebied en enkele onderscheidende kenmerken. De landen waar de schubdieren voorkomen zijn groen en de landen waar ze mogelijk voorkomen zijn oranje. Landen waarin tegenwoordig geen exemplaren meer voorkomen zijn rood gekleurd.
| Afbeelding | Naam                                                            | Verspreidingsgebied | Kenmerken                                                         | Beschermingsstatus |
| ---------- | --------------------------------------------------------------- | --- | ----------------------------------------------------------------- | ------------------ |
|            | Indisch schubdier (Manis crassicaudata) E. Geoffroy, 1803       | India, Nepal, Pakistan, Sri Lanka, China, Myanmar, Bangladesh | Lichaamslengte 60 cm, staart 45 tot 50 cm.                        |                    |
|            | Palawanschubdier (Manis culionensis) de Elera, 1895             | Filipijnen | Deze soort is recentelijk afgesplitst van het Javaans schubdier.  |                    |
|            | Javaans schubdier (Manis javanica) Desmarest, 1822              | Brunei, Cambodja, Indonesië, Laos, Maleisië, Myanmar, Singapore, Thailand, Vietnam, China | Lichaamslengte 50 tot 60 cm en een staartlengte van 50 tot 80 cm. |                    |
|            | Chinees schubdier (Manis pentadactyla) Linnaeus, 1758           | Bhutan, China, Hong Kong, India, Laos, Myanmar, Nepal, Taiwan, Thailand, Vietnam, Bangladesh | Lichaamslengte 50 tot 60 cm, staartlengte 30 tot 40 cm            |                    |
|            | Langstaartschubdier (Phataginus tetradactylus) Linnaeus, 1766   | Kameroen, Centraal Afrikaanse Republiek, Congo-Brazzaville, Congo-Kinshasa, Ivoorkust, Equatoriaal Guinee, Gabon, Ghana, Liberia, Nigeria, Sierra Leone, Angola, Benin, Burundi, Rwanda, Togo, Oeganda                                                              | Lichaamslengte 30 tot 35 cm, staartlengte 60 tot 70 cm            |                    |
|            | Afrikaans boomschubdier (Phataginus tricuspis) Rafinesque, 1821 | Angola, Benin, Kameroen, Centraal Afrikaanse Republiek, Congo-Brazzaville, Congo-Kinshasa, Ivoorkust, Equatoriaal Guinee, Gabon, Ghana, Guinee, Guinee-Bissau, Kenia, Liberia, Nigeria, Rwanda, Sierra Leone, Soedan, Tanzania, Togo, Oeganda, Zambia, Burundi      | Lichaamslengte 35 tot 45 cm, staartlengte 40 tot 50 cm.           |                    |
|            | Reuzenschubdier (Smutsia gigantea) Illiger, 1815                | Kameroen, Centraal Afrikaanse Republiek, Congo-Brazzaville, Congo-Kinshasa, Ivoorkust, Equatoriaal Guinee, Gabon, Ghana, Guinee, Guinee-Bissau, Liberia, Oeganda, Senegal, Sierra Leone, Tanzania, Benin, Burkina Faso, Kenia, Niger, Nigeria, Soedan, Togo, Rwanda | Tot meer dan een meter lang, de staart is korter dan het lichaam. |                    |
|            | Temmincks schubdier (Smutsia temminckii) Smuts, 1832            | Botswana, Centraal Afrikaanse Republiek, Tsjaad, Kenia, Malawi, Mozambique, Namibië, Rwanda, Zuid-Afrika, Soedan, Tanzania, Oeganda, Zambia, Zimbabwe Angola, Burundi, Congo-Kinshasa, Ethiopië, Soedan, Swaziland                                                  | Lichaamslengte 50 cm, staartlengte 35 cm.                         |                    |

## Uiterlijke kenmerken

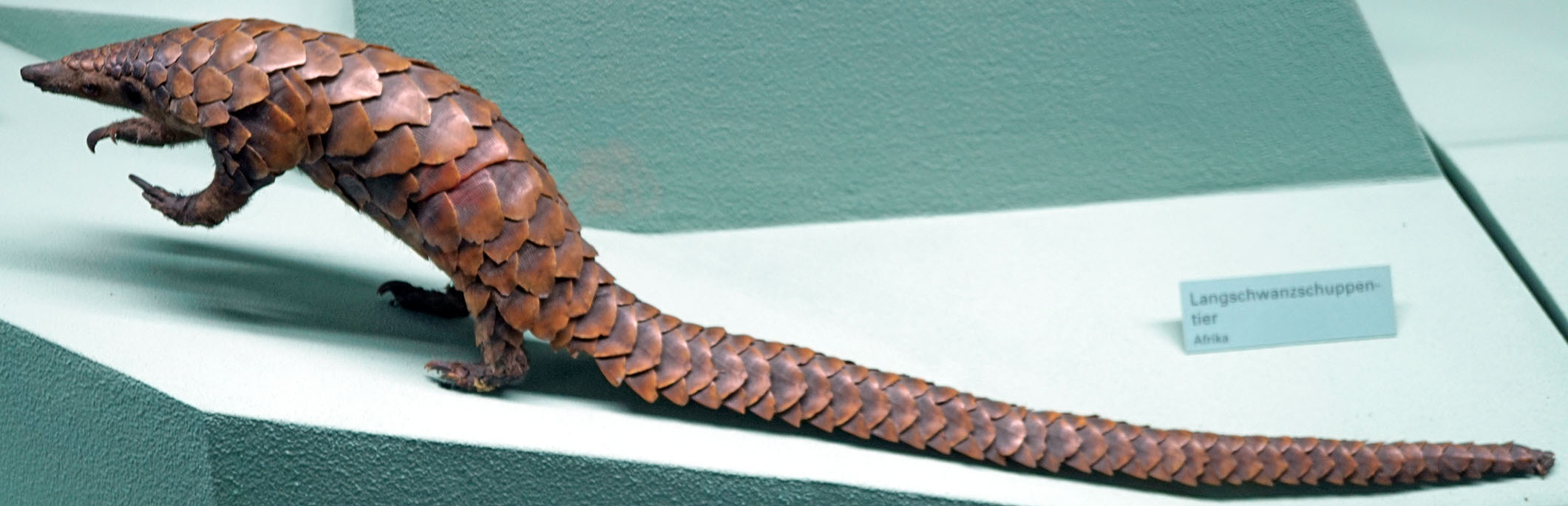
Langstaartschubdier
In bomen levende schubdieren hebben een zeer lange staart

Schubdieren lijken meer op reptielen dan op zoogdieren en zijn van alle zoogdieren gemakkelijk te onderscheiden door de huid die bedekt is met grote en elkaar sterk overlappende schubben. Deze zijn rond en dik en komen voor op de gehele bovenzijde van het lichaam; zowel op de kop, de poten, het lichaam en de staart. Sommige andere groepen van zoogdieren hebben wel een zware bepantsering -zoals de gordeldieren- maar deze bestaat nooit uit losse schubben maar uit strak tegen elkaar gelegen rijen onbeweeglijke huidplaten. Op delen van de kop, de keel, de buik en de binnenzijden van de ledematen ontbreken de schubben en is een lichte, enigszins donsachtige beharing aanwezig.
De kop is opvallend spits van vorm en langgerekt. De ogen en neusgaten zijn relatief klein. Het lichaam is langwerpig van vorm en dat wordt versterkt door de vaak lange staart. De poten zijn vrij klein maar krachtig.

### Kop
De kop is relatief klein en heeft een sterk kegelachtige vorm, de snuitpunt is zeer spits. De ogen en gehooropeningen zijn klein, schubdieren kunnen niet goed zien en ook het gehoor is niet goed ontwikkeld. De ooropeningen en de neusgaten kunnen door speciale spieren volledig worden afgesloten om ze tegen aanvallen van "soldaten" (militante mieren en termieten, zie onder "voedsel") te beschermen. Schubdieren hebben geen oorschelpen, wat ze onderscheidt van de miereneters.
Schubdieren hebben geen tanden en kiezen. De ogen zijn vrij klein en hebben een ronde pupil. Het gezichtsvermogen is relatief slecht, prooidieren worden opgespoord met de uitstekende reukzin.
De tong is zeer beweeglijk en tastgevoelig en kan in de individuele holletjes van een prooidier reiken. Deze worden letterlijk in hun eigen gang 'opgedept' en vervolgens naar binnen gezogen. De lange tong wordt permanent vochtig en kleverig gehouden door de goed ontwikkelde speekselklieren. De tong van het schubdier is wormvormig en is langer dan het lichaam. Dit is mogelijk doordat de basis van de tong niet in de mondholte is gelegen -zoals bij de meeste gewervelde dieren- maar in de buurt van het bekken. Als de tong niet wordt gebruikt wordt deze geborgen in een schede in de borstholte. In de mondholte zijn spieren gelegen die ervoor zorgen dat prooien die eenmaal zijn opgelikt niet meer kunnen ontsnappen.

### Lichaam

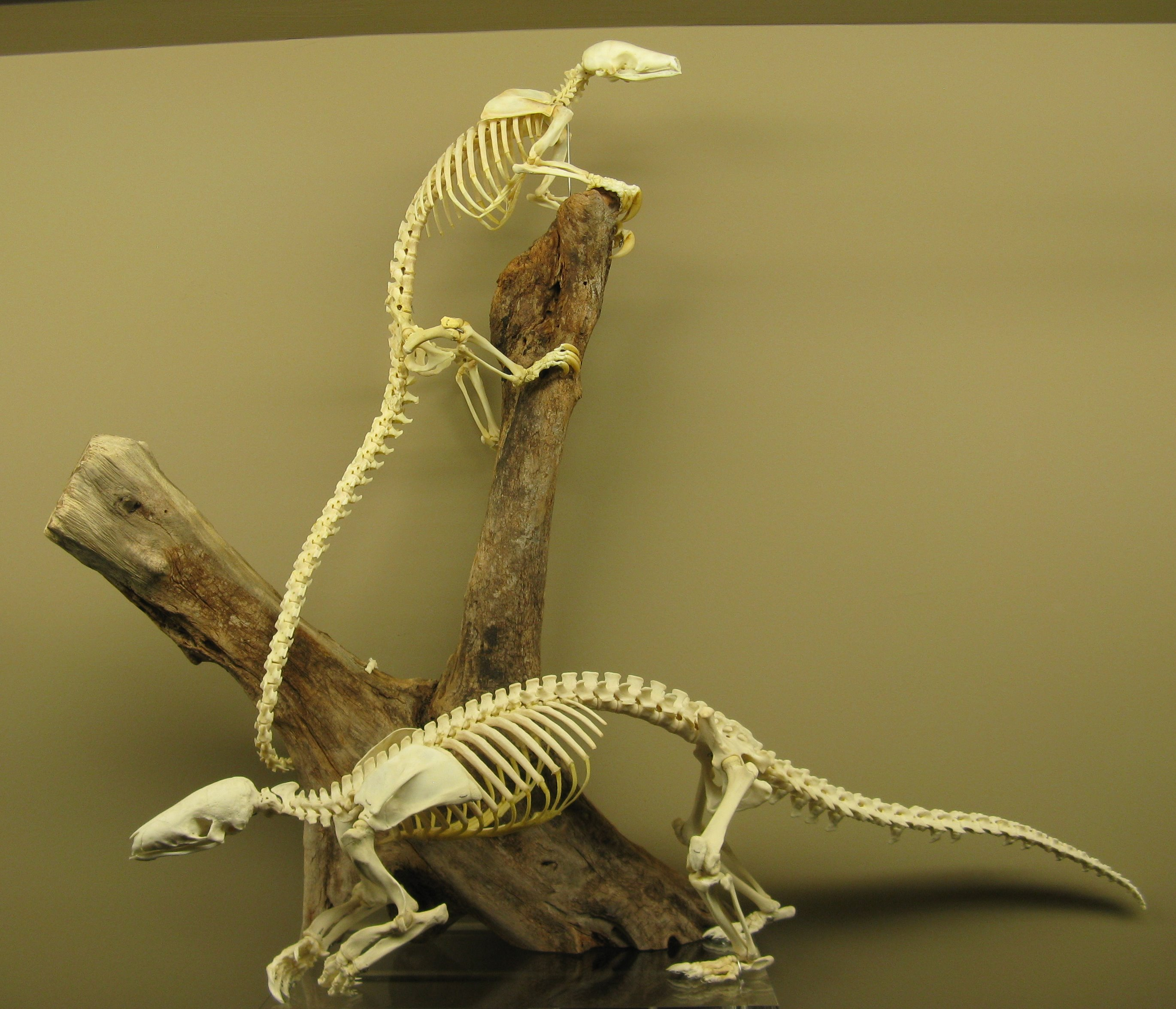
Skeletten van het Chinees schubdier (onder) en het Afrikaans boomschubdier (boven)

Schubdieren bereiken een lichaamslengte van ongeveer een halve meter tot een meter. Het reuzenschubdier is de grootste soort, deze wordt gemiddeld 1,5 meter lang. Het lichaamsgewicht varieert per soort en loopt uiteen van 1,6 kilogram tot ongeveer 35 kg. De mannetjes worden groter dan de vrouwtjes, soms worden ze wel de helft zo zwaar.
Schubdieren hebben altijd een enkel paar mammae of borsten om de jongen te zogen. De maagwand is niet voorzien van slijmvliezen maar van een harde huid-achtige laag van plaveiselcelepitheel. Deze laag draagt rijen verhoornde uitsteeksels die naar binnen wijzen en dienen om de prooien te vermalen. Deze stekels hebben in combinatie met de ingeslikte steentjes de functie van het gebit overgenomen.
Het aantal wervels varieert sterk per soort. Het aantal ruggenwervels loopt uiteen van twaalf tot zestien, er zijn vijf tot zes lendenwervels, twee tot vier heiligbeenwervels en schubdieren hebben altijd meer dan 21 staartwervels. Het langstaartschubdier heeft 46 tot 47 wervels aan de staart en heeft hiermee van alle zoogdieren het grootste aantal staartwervels. Schubdieren hebben geen sleutelbenen.
Het skelet van schubdieren wordt gekenmerkt door het kenmerkende borstbeen dat een sterk bladachtig uitsteeksel draagt bij een aantal soorten zoals het Javaans schubdier en het Chinees schubdier. Bij andere soorten, zoals het Afrikaans boomschubdier en het langstaartschubdier bezit het uitsteeksel twee verlengde kraakbenen delen. De aanpassingen van het uitsteeksel hebben te maken met de sterk verlengde tong, waarvan de basis niet in de mondholte ligt maar diep in het lichaam.

### Poten en staart

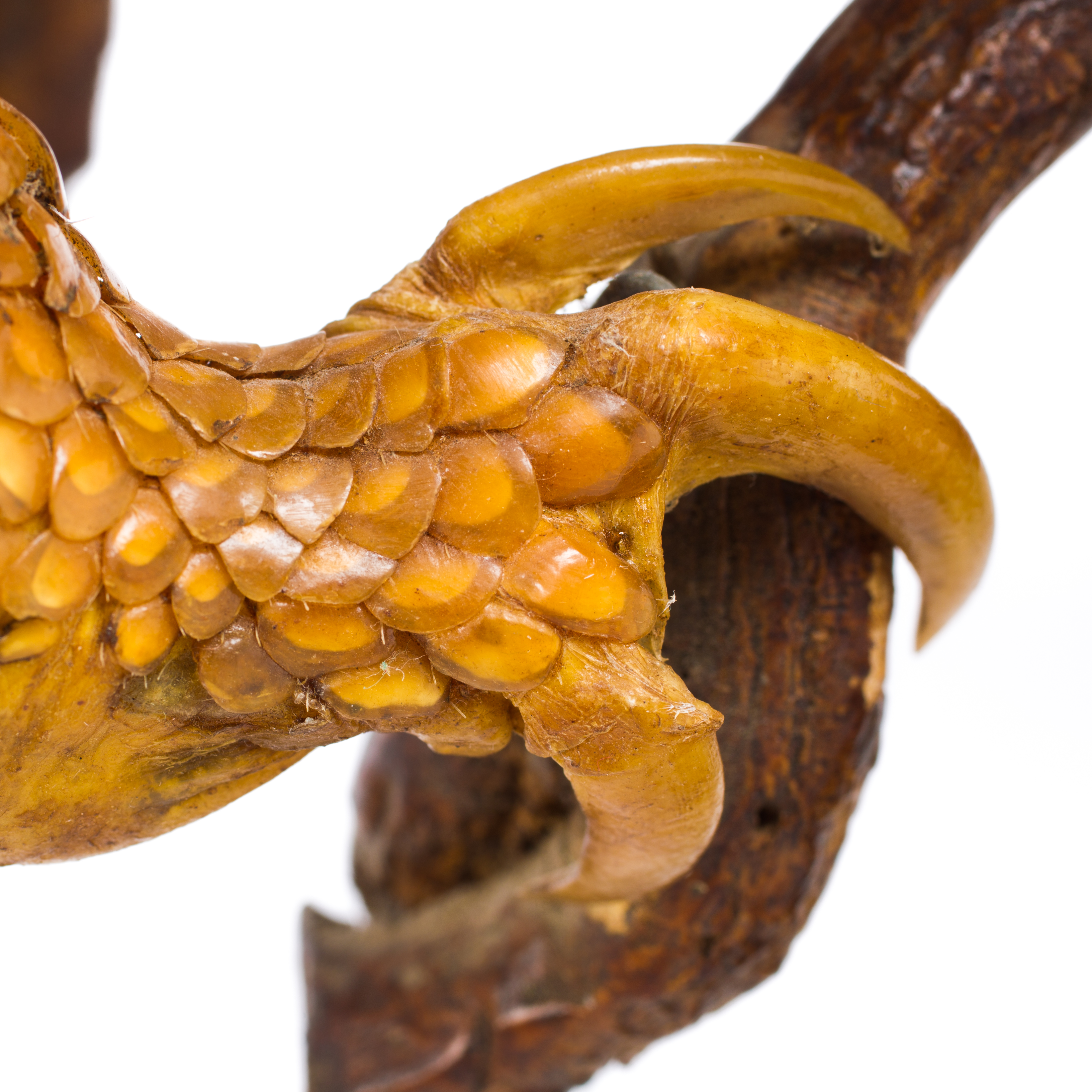
De middelste drie vingers dragen verlengde klauwen, afgebeeld is Temmincks schubdier

De poten zijn sterk zuilvormig, ze zijn relatief kort maar zeer krachtig. Bij de voortbeweging worden voornamelijk de achterpoten gebruikt die voorzien zijn van brede zolen. De voorpoten worden met de knokkels op de grond gezet. Sommige grondschubdieren zoals het Afrikaanse reuzenschubdier lopen met een enigszins opgerichte lichaamshouding waarbij de voorpoten de grond zelden raken. Andere schubdieren zoals het Javaanse schubdier en het Chinese schubdier lopen op vier poten, in een wat hobbelende gang.
De voor- en achterpoten dragen vijf vingers en tenen die allemaal klauwen hebben. Alleen de voorpoten zijn voorzien van drie duidelijk verlengde en gekromde klauwen die zeer scherp zijn. Met name deze verlengde klauwen worden gebruikt om mieren- en termietennesten open te breken om de dieren buit te kunnen maken. De klauwen worden niet gebruikt ter verdediging -hooguit om de kop te beschermen door de klauwen voor de kop te houden bij gevaar.
Bij het lopen over de bodem plaatsen schubdieren hun voorpoten met de knokkels op de bodem waarbij de klauwen gekromd zijn en naar achteren worden gehouden. Ze steunen hierbij op de buitenste randen van de poten. Schubdieren zijn ook in staat om zich bipedaal voort te bewegen op enkel hun achterpoten. De voorpoten worden hierbij iets boven de bodem gehouden en de staart wordt opgericht als contragewicht. Het schubdier kan dan beter geuren waarnemen van prooidieren.
Soorten die op de bodem leven hebben een relatief korte staart, boombewonende soorten hebben juist een lange staart die ook sterk gespierd is. Bij de boombewonende soorten is het laatste tipje van de staart niet voorzien van schubben. Het kale uiteinde dient als 'grijpvinger' en wordt gebruikt om zich aan een tak te ankeren.

### Schubben

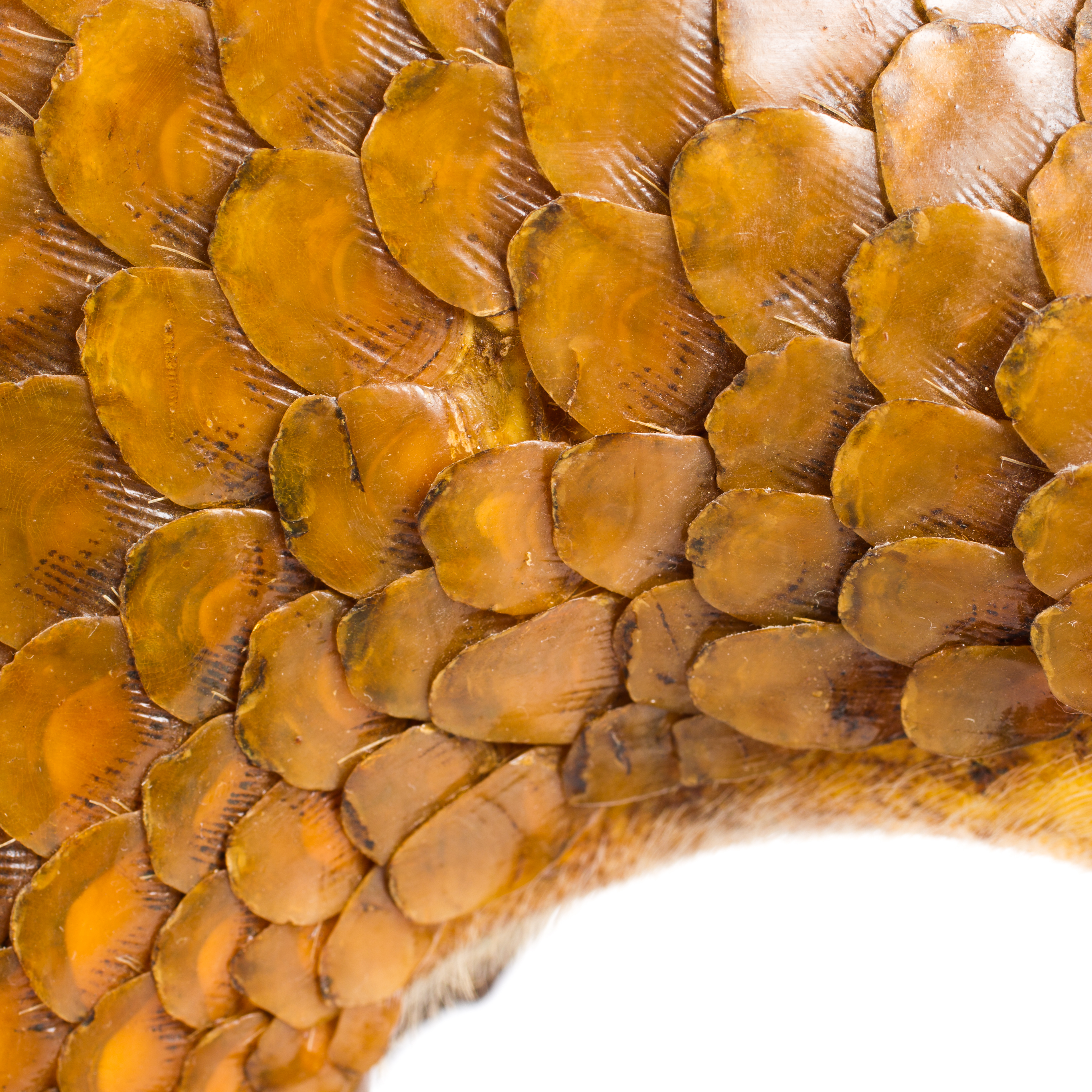
De schubben overlappen elkaar sterk en zijn voorzien van lengtegroefjes

Het grootste deel van het lichaam is bedekt met plaat-achtige, naar de buitenzijde wijder wordende schubben. Deze zijn alleen aan de basis met de huid verbonden en zijn beweeglijk ten opzichte van elkaar. Dit is een belangrijk verschil met de schubben van andere dieren, zoals vissen en reptielen. Het aantal schubben varieert enigszins per soort, van het Javaans schubdier is bekend dat het dier ongeveer 900 tot meer dan duizend schubben heeft. De schubben bepalen bij volwassen dieren twintig procent van het lichaamsgewicht.
De plaatsing van de schubben doet denken aan de schubben van dennenappels of artisjokbladeren. De schubben zijn voorzien van straalsgewijze groefjes in de lengte. De schubben bestaan uit keratine, dezelfde stof waarvan bijvoorbeeld nagels en haren zijn gemaakt. De schubben zijn ontstaan uit vergroeiingen van de huid en zijn geleidelijk ontstaan uit een beharing waarbij de haren tegen elkaar werden geplakt. De schubben overlappen elkaar sterk en zijn als dakpannen over elkaar geplaatst. De schubben groeien net als haren gedurende het hele leven door, en slijten af door het graven in de bodem.
De kleur van de schubben varieert per soort en kan geelbruin tot donkerbruin of bijna zwart zijn. Het reuzenschubdier heeft grijsbruine schubben, bij het Indisch schubdier zijn de schubben geelbruin en bij het langstaartschubdier komen bruine schubben met gele randen voor. Bij de soorten die in Azië leven zijn tussen de schubben stevige haartjes aanwezig, bij de Afrikaanse soorten ontbreken deze haartjes.

## Levenswijze

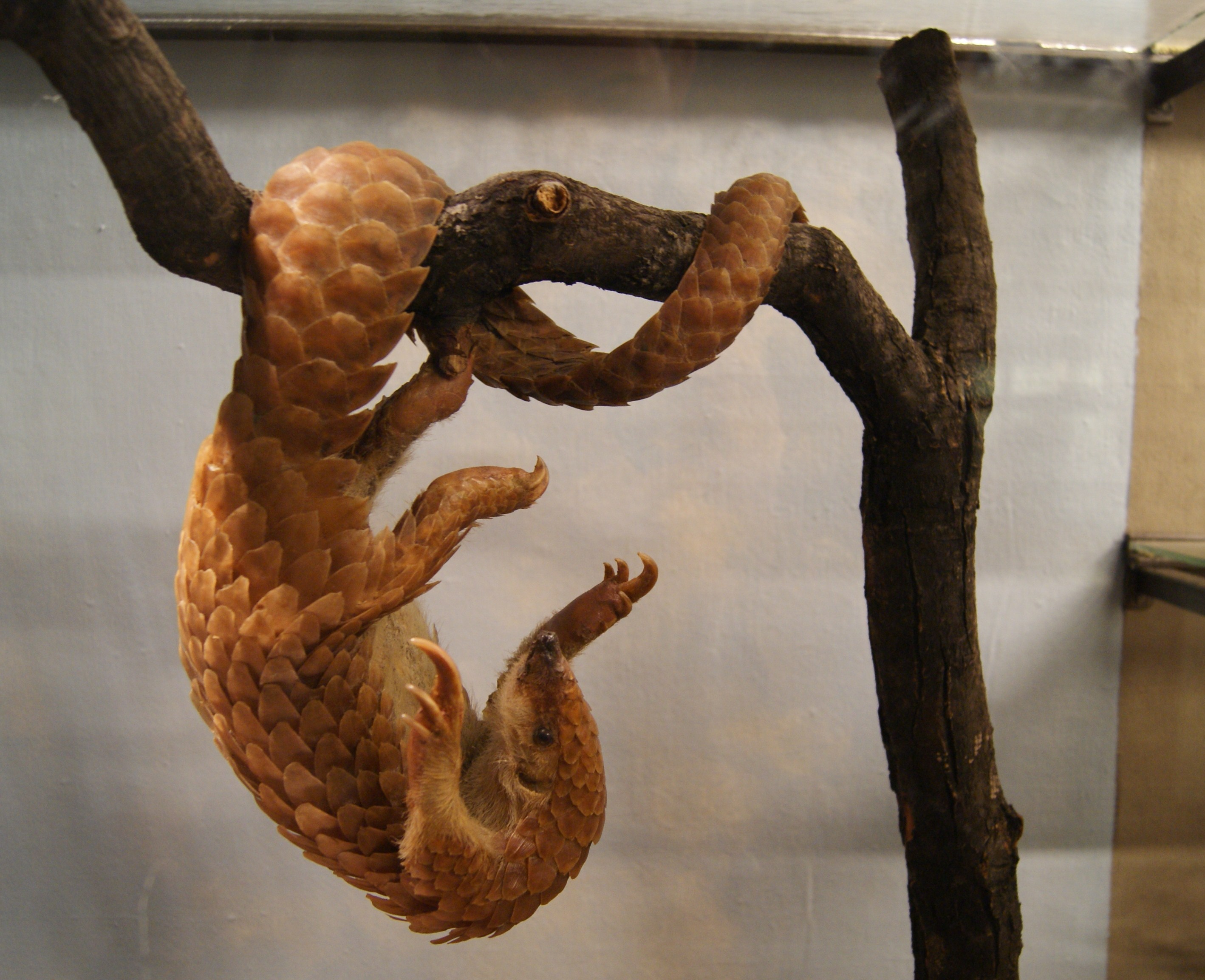
Afrikaans boomschubdier
Schubdieren zijn lenig en kunnen goed klimmen

Schubdieren zijn in de regel nachtdieren die zich overdag verschuilen. De enige uitzondering is het langstaartschubdier, dat overdag actief is. Ook deze soort is echter schuw en laat zich weinig zien. Schubdieren zijn hierdoor moeilijk te bestuderen door biologen en veel aspecten betreffende de levenswijze zijn bij veel soorten niet goed bekend.
In bomen levende soorten houden zich overdag vaak op in bomen, ze gebruiken gevorkte takken of holtes in de boom om zich te verschuilen. Schubdieren die op de bodem leven houden zich gedurende de dag op in zelfgegraven holen of holen die gegraven zijn door andere dieren. Schubdieren kunnen bijzonder goed graven, en creëren soms diepe stelsels om te rusten en om de jongen te werpen. De ingangen van dergelijke holen zijn groot genoeg voor een mens om doorheen te kruipen. De ingang eindigt in een aantal ronde kamers die met elkaar in verbinding staan. Er zijn door schubdieren gegraven kamers gevonden die zo hoog waren dat een volwassen mens er rechtop in kan staan.
Van het Chinees schubdier is bekend dat de winter deels wordt doorgebracht in diepe holen nabij een termietennest. Hierdoor beschikt het schubdier over een voedselvoorraad terwijl het de koude periode uitzit.
Schubdieren kunnen als het moet een korte sprint trekken en zijn op korte afstand behoorlijk snel. Ook kunnen alle soorten zwemmen, van het reuzenschubdier is bekend dat het ondanks de zware bepantsering een uitstekende zwemmer is.

### Voortplanting en ontwikkeling
Schubdieren bakenen hun territorium af zodat soortgenoten op afstand blijven. Ze gebruiken hiervoor zowel hun ontlasting als de urine en daarnaast worden geurstoffen afgescheiden uit de anus. Deze uitscheiding heeft een zeer sterke geur en wordt ook ter verdediging gebruikt.
Schubdieren zijn solitair en leven niet in groepen of paren, ze leiden een teruggetrokken bestaan. Van de Afrikaanse soorten is bekend dat mannetjes en vrouwtjes elkaar alleen in de paartijd opzoeken voor de paring. Bij de Aziatische soorten is bekend dat een koppeltje enige tijd bij elkaar blijft nadat het elkaar gevonden heeft. De dieren schuilen samen in holen en grotten.
Enige tijd na de paring wordt meestal een enkel jong geboren, althans bij de Afrikaanse soorten. Bij de Aziatische soorten komen soms twee jongen ter wereld en zelden drie. De jongen zijn ongeveer vijftien centimeter lang en iets minder dan 350 gram zwaar. Ze lijken al direct op hun ouders maar de schubben hebben een veel lichtere kleur. De jongen worden geboren in een ondergronds nest. Ze zijn de eerste dagen erg kwetsbaar aangezien de schubben nog heel zacht zijn en geen bescherming bieden. Na enkele dagen harden de schubben uit. Na enkele weken tot een maand gaat het jong met de moeder mee op voedseljacht, het eet al insecten maar wordt bijgevoerd met moedermelk. Het jong rijdt de eerste tijd op de rug van de moeder of klemt zich vast aan haar staart. De moeder zal het jong ook beschermen door het lichaam eromheen te krullen als het jong in gevaar is of als het slaapt. Van het reuzenschubdier is bekend dat het jong na drie maanden wordt gespeend. Vanaf dat moment schakelen de jonge schubdieren volledig over op het menu van de ouderdieren.
Uit waarnemingen van dieren die in gevangenschap zijn gehouden is bekend dat schubdieren een leeftijd kunnen bereiken van ongeveer twintig jaar. Het is niet bekend hoe oud de dieren worden in het wild.

### Vijanden en verdediging

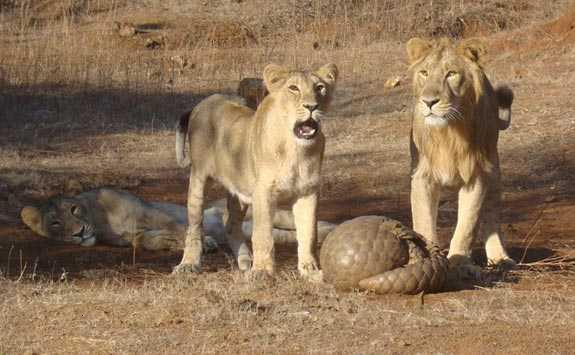
Een opgerold schubdier in India, te midden van een groep leeuwen

Bij verstoring zullen de dieren proberen te vluchten in het struikgewas of in de bomen. Van grondbewonende soorten zoals het Indisch schubdier is bekend dat het ook snel in bomen kan vluchten bij naderend gevaar. Bij het klimmen wordt zowel gebruik gemaakt van de scherpe klauwen als de beweeglijke staart.
Bij directe bedreiging rollen de dieren zich op als een bal, vergelijkbaar met een egel. De voorpoten met de scherpe klauwen worden voor de kop gehouden. De schubben vormen een zeer hard en geheel gesloten pantser zodat de kwetsbare onderzijde goed beschermd is. Eenmaal opgerold kan het schubdier wegrollen van het gevaar. Een vrouwtje dat een jong bij zich heeft laat het jong op haar buik kruipen en rolt zich met jong en al op om het te beschermen.
Als een schubdier wordt vastgepakt worden blazende en sissende geluiden gemaakt die dienen om af te schrikken.
Een schubdier kan de staart gebruiken om slaande bewegingen te maken naar een vijand. Deze defensieve reactie kan gevaarlijk zijn; omdat de staartschubben vlijmscherp zijn kan een welgemikte klap ernstige vleeswonden veroorzaken bij vijanden zoals de mens. Ten slotte kan een schubdier als afschrikking een stinkende vloeistof afscheiden uit klieren bij de anus, vergelijkbaar met stinkdieren.
Schubdieren hebben maar weinig vijanden. Leeuwen weten zich vaak geen raad met een opgerold exemplaar. Alleen van de Afrikaanse wilde hond, hyena's, de tijger en de luipaard is bekend dat ze een schubdier kunnen doden. Ook sommige grote wurgslangen verorberen soms een schubdier, zoals pythons (Pythonidae).

### Voedsel
Alle soorten leven vrijwel uitsluitend van insecten en meer specifiek van mieren en termieten. Ze zuigen het voedsel de maag in waar het met behulp van verharde stekels wordt vermalen. Ook worden regelmatig steentjes ingeslikt -gastrolieten genaamd- die helpen om de prooidieren te verpulveren. Schubdieren behoren tot de weinige dieren die mieren uit het geslacht Leptogenys eten. De meeste dieren gaan deze mieren uit de weg omdat ze een giftige angel hebben. Soms worden andere insecten gegeten zoals bijenlarven, vliegen en krekels, of andere ongewervelden zoals wormen. Het stapelvoedsel bestaat echter altijd uit de kolonievormende mieren en termieten die in grote hoeveelheden beschikbaar zijn.
Schubdieren ruimen grote hoeveelheden insecten op en dragen zo bij aan het voorkomen van te grote aantallen die tot een plaag kunnen leiden. Mieren eten vaak grote hoeveelheden grassen die in veel agrarische streken eigenlijk voor de koeien bedoeld zijn. Er is een waarneming bekend van het Afrikaans boomschubdier die 200 gram mieren per dag eet. Er wordt geschat dat een enkel dier tot zeventig miljoen mieren per jaar consumeert. De nesten van termieten kunnen zeer hard zijn maar schubdieren hebben met hun krachtige poten weinig moeite om een nest open te breken. Zowel de volwassen insecten alsook de eieren, larven en poppen worden gegeten. Naast mieren- en termietennesten worden ook colonnes van de insecten opgespoord waarna ze een voor een worden verorberd.
Zowel mieren als termieten worden gekenmerkt door een soldatenkaste, deze soldaten zijn groter dan hun soortgenoten en zijn voorzien van een zware bepantsering en van krachtige kaken om vijanden te bijten. Als de soldaten zich tussen de schubben van een schubdier bevinden wringt het dier zich door dicht struikgewas zodat de schubben tegen elkaar gedrukt worden en de soldaten worden platgedrukt. Om van soldaten die zich aan de kwetsbare buikzijde hebben vastgebeten af te komen wrijft het schubdier de buik tegen de grond waarbij de achterpoten zijwaarts worden gehouden.
De vrouwtjes zoeken ongeveer drie tot vier uur per nacht naar voedsel. Mannetjes foerageren veel langer tot wel tien uur. Schubdieren moeten af en toe ook water drinken. Hiertoe wordt de tong in het water gestoken waarna deze met snelle bewegingen verder wordt uitgestoken en weer naar binnen wordt getrokken.

## Verspreiding en habitat

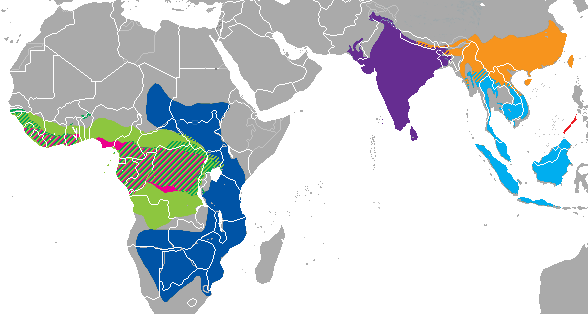
Verspreidingsgebieden van de verschillende soorten

Schubdieren komen voor in Afrika en Azië. Binnen Afrika komen ze voor in delen van het midden en zuiden, in uiterst zuidelijk Afrika en in en boven de Saharawoestijn komen ze niet voor. In Azië leven de soorten in het zuidelijke deel, van India in het westen tot Taiwan in het oosten.
Afrikaanse schubdieren komen voor in de landen: Angola, Benin, Botswana, Burkina Faso, Burundi, Ethiopië, Kameroen, Centraal-Afrikaanse Republiek, Congo-Brazzaville, Congo-Kinshasa, Ivoorkust, Equatoriaal-Guinea, Gabon, Ghana, Guinee, Guinee-Bissau, Kenia, Liberia, Niger, Nigeria, Rwanda, Senegal, Sierra Leone, Soedan, Tanzania, Togo, Tsjaad, Oeganda, Zambia, Zuid-Afrika en Zimbabwe.
Aziatische schubdieren komen voor in de landen: Bangladesh, Bhutan, Brunei, Cambodja, China, Filipijnen, Hongkong, India, Indonesië, Laos, Maleisië, Myanmar, Nepal, Pakistan, Singapore, Sri Lanka, Taiwan, Thailand en Vietnam.
De habitat verschilt zeer sterk, schubdieren leven zowel in droge, schralere gebieden als in vochtige tot natte en dichtbegroeide gebieden, als er maar mieren of termieten voorkomen. De habitat is afhankelijk van de soort. Voorbeelden van geschikte leefgebieden zijn tropische en subtropische bossen, savannen met lang gras, overstroomde bossen, braakliggend terrein en gebieden die door de mens zijn aangepast en als agrarisch zijn aan te merken.

## Schubdieren en de mens
Huiden van schubdieren waren al in de Romeinse Tijd bekend en werden geïmporteerd uit Azië en Afrika. De losse schubben worden tegenwoordig in delen van Afrika gebruikt in rituelen en als talisman. Schubdieren worden van alle dieren waarschijnlijk het meest verhandeld. Veel soorten worden gezien als kwetsbaar of zelfs als ernstig bedreigd.
De dieren zijn zeer moeilijk in leven te houden door de gespecialiseerde levenswijze. Ze accepteren geen voedsel dat ze niet kennen en van voedsel dat ze wel aannemen maar waar ze niet bekend mee zijn worden schubdieren ziek. Zonder een permanente voedselvoorraad van mieren en termieten overleven ze niet lang. Tegenwoordig zijn de dieren goed in leven te houden met speciale preparaten voor insecteneters die soms ook mierenpoppen bevatten. Relatief weinig dierentuinen hebben schubdieren in hun collectie en er wordt maar zelden een jong geboren. Een uitzondering is de Taipei Zoo, waar in 2016 een schubdier werd geboren waarbij de geboorte en nazorg van het jong op camera zijn vastgelegd.

### Bedreiging door de mens

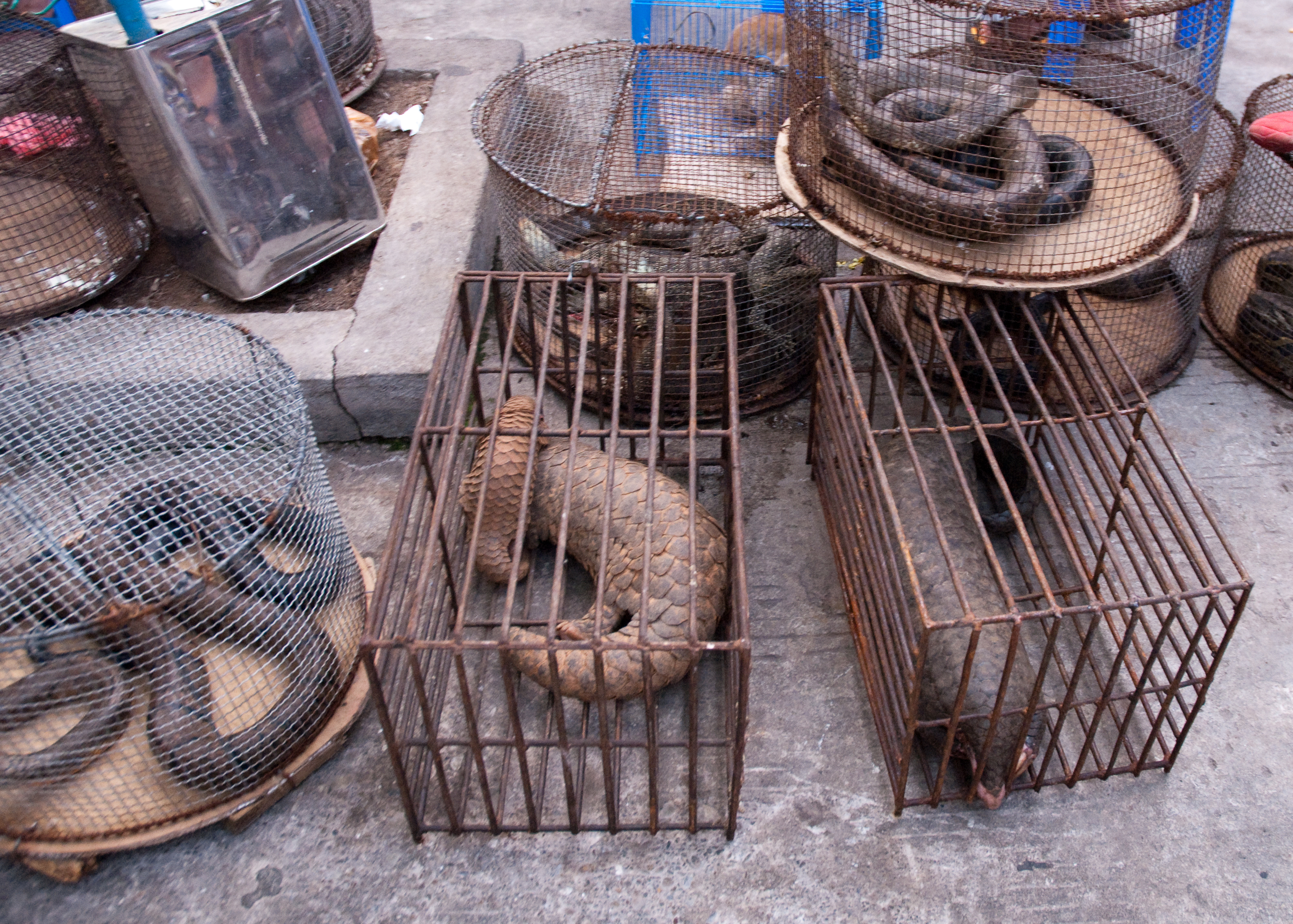
Schubdieren worden aangeboden op een markt in Myanmar

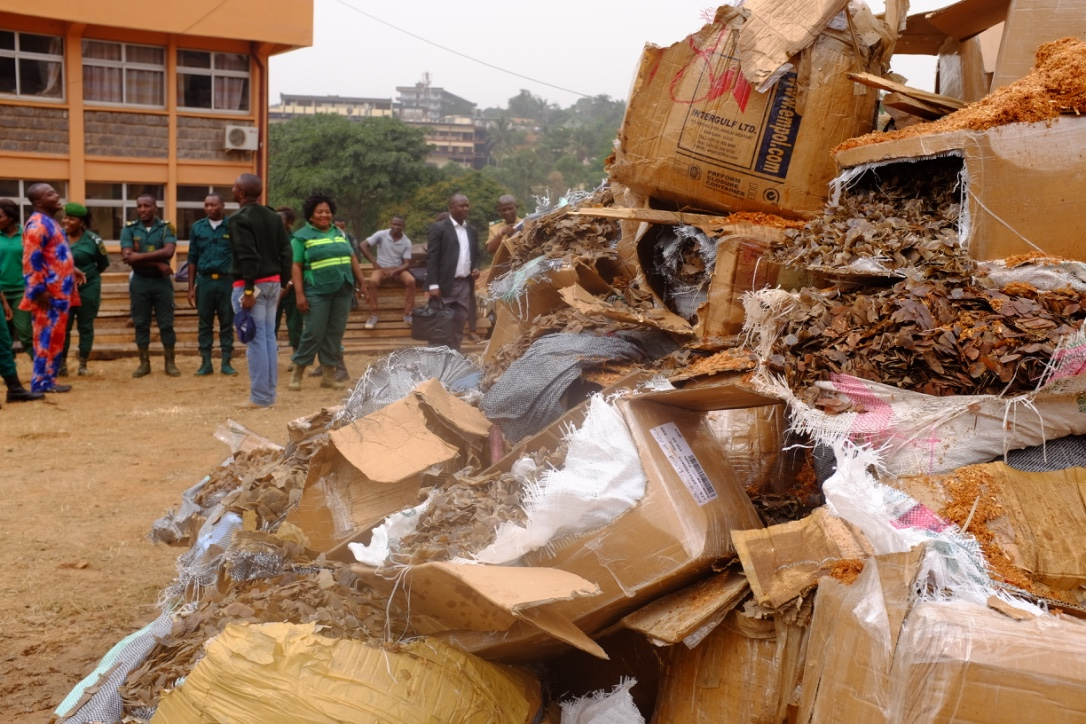
In beslag genomen dozen vol schubben in Kameroen. Deze zijn kort na de opname verbrand.

Schubben van schubdieren worden al eeuwenlang gebruikt door de mens en ook het vlees wordt gewaardeerd. De schubben van schubdieren werden vroeger verwerkt als decoratie in bijvoorbeeld schilden, helmen en kledingstukken.
De huid van de schubdieren wordt gebruikt om leer van te maken. De huid kan ook worden gebruikt als bepantsering voor kleding voor soldaten. Een dergelijke geprepareerde huid werd eens cadeau gedaan aan de Britse vorst Eduard VII tijdens zijn reis door India van 1875 en 1876.
Schubdieren worden echter voornamelijk gestroopt om de schubben, die gezien worden als helend in de traditionele geneeskunde. De schubben zouden onder andere helpen tegen potentieproblemen en zouden de symptomen van astma verlichten. Ook zou het innemen van schubben van schubdieren goed zijn voor de nieren, de bloedcirculatie en de melkproductie bij vrouwen en tevens verschillende ziektes genezen zoals psoriasis en kanker. Wetenschappelijk gezien zijn is er geen enkel bewijs dat de schubben van schubdieren gezondheidsbevorderend zouden zijn.
Schubdieren behoren tot een van de meest illegaal verhandelde zoogdieren ter wereld. Daarnaast wordt het verspreidingsgebied door ontbossing en klimaatverandering aangetast of vernietigd. Ook het installeren van hekken die onder stroom staan om dieren op afstand te houden leiden jaarlijks tot vele fatale gevallen onder de dieren. Ten slotte vallen veel dieren ten prooi aan het verkeer als ze 's nachts wegen oversteken.
Schubdieren worden in veel Afrikaanse en Aziatische landen gevangen en gedood om het vlees, de huid en met name de schubben. Het vlees van schubdieren wordt door de plaatselijke bevolking gezien als bushmeat in landen als China en Vietnam. In Afrika en delen van Azië wordt het vlees gezien als een ware delicatesse. In delen van Azië is de ongeboren foetus van een schubdier een zeer kostbaar product dat wordt gezien als gezondheidsbevorderend als het wordt gegeten. De foetus van een schubdier wordt vaak opgediend in een soep.
Op basis van het aantal in beslag genomen schubben tussen 2011 en 2013 wordt geschat deze tussen de 117.000 en 234.000 dieren vertegenwoordigen. Waarschijnlijk wordt slechts ongeveer tien procent van de geëxporteerde dieren onderschept waardoor het werkelijke aantal nog veel hoger ligt. Het aantal schubdieren dat sinds 2000 is gevangen en gedood voor de commerciële handel wordt geschat op meer dan één miljoen. De populaties in China zijn vermoedelijk met 94 procent gedaald en in veel streken waar schubdieren oorspronkelijk voorkwamen zijn ze volledig uitgeroeid als gevolg van stroperij. De Aziatische populaties zijn dermate uitgeput dat de illegale handel in exotische dieren zich nu richt op de schubdieren uit Afrika.
Natuurbeschermingsorganisaties hebben de derde zaterdag van februari uitgeroepen tot Wereld Schubdier-dag (World Pangolin Day). Zo hopen ze aandacht te krijgen van het grote publiek voor de wereldwijde bescherming van schubdieren.

### Vector voor SARS-coronavirus 2019
Eind 2019 werd gemeld dat virussen die bij schubdieren voorkomen 99% overeenkomen met het nieuwe coronavirus SARS-CoV-2 dat verantwoordelijk is voor de coronapandemie. Wetenschappers aan de universiteit van Guangzhou veronderstelden dat het virus, dat oorspronkelijk uit vleermuizen afkomstig zou zijn, via schubdieren op mensen is overgedragen. Korte tijd later bleek, dat de 99% overeenkomst alleen één eiwit betrof. Feitelijk is er een overeenkomst van 85–93%, vergelijkbaar met de overeenkomst van SARS-CoV-2 met vleermuiscoronavirussen.

### Beschermingsstatus
Alle soorten schubdieren worden beschermd door het CITES- verdrag; Convention on International Trade in Endangered Species of Wild Fauna and Flora. Dit verdrag reguleert de wetgeving betreffende de internationale handel in bedreigde diersoorten. Alle soorten staan vermeld op Bijlage I; ze mogen onder geen beding worden gevangen of uitgevoerd.
Door de internationale natuurbeschermingsorganisatie IUCN is aan alle acht soorten een beschermingsstatus toegewezen. Vier soorten worden gezien als 'kwetsbaar' (Vulnerable of VU) en twee soorten als 'bedreigd' (Endangered of EN). Twee soorten ten slotte worden als 'ernstig bedreigd' beschouwd (Critically Endangered of CR).

## Taxonomie en indeling

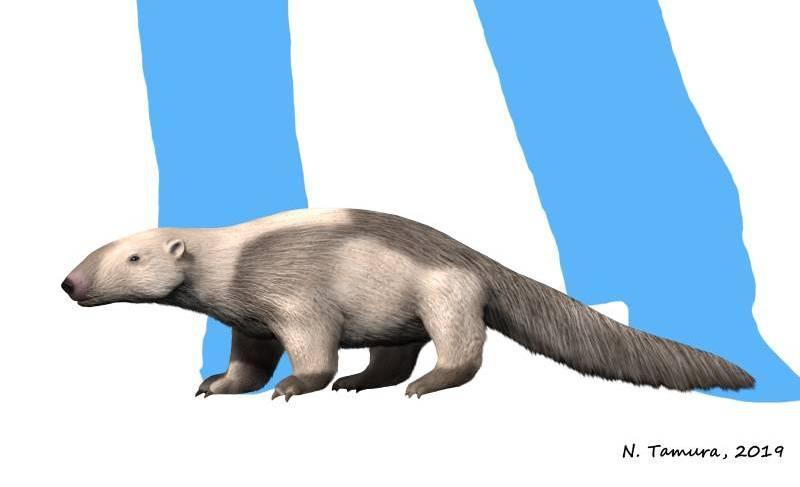
Metacheiromys

Toen de schubdieren voor het eerst door westerse wetenschappers werden onderzocht was in eerste instantie niet bekend wat voor dier ze voor zich hadden. Het was uiteindelijk Georges Cuvier die kon aantonen dat het om een zoogdier moest gaan.
De schubdieren werden vroeger tot de tandarmen (Edentata) gerekend, samen met de gordeldieren, luiaards en de miereneters. Tegenwoordig is deze indeling verlaten en worden ze tot een aparte orde gerekend; de Pholidota. De schubdieren lijken wat betreft lichaamsbouw en levenswijze op de gordeldieren en de miereneters. Ze zijn hier echter niet aan verwant; miereneters behoren tot orde Pilosa (luiaards en miereneters) en de gordeldieren behoren tot de orde Cingulata. De gelijkenis met de gordeldieren wordt wel gezien als een vorm van convergente evolutie.
Onderzoek heeft uitgewezen dat de schubdieren waarschijnlijk in Europa zijn ontstaan. De toenmalige soorten zijn uitgewaaierd naar Azië en Afrika en zijn hier tot op de dag van vandaag gebleven. De oudste fossiele resten van schubdieren zijn ongeveer vijftien miljoen jaar oud en stammen uit het Mioceen. Veel gevonden fossielen stammen uit hetzelfde gebied als waar de dieren nu nog steeds leven; Azië en Afrika.
Enkele uitgestorven fossiele geslachten, met Eomanis uit het Eoceen als bekendste, worden niet meer bij de familie Manidae ingedeeld, maar in afzonderlijke families. Dit dier kwam ook voor in Europa, in het huidige Duitsland. Metacheiromys was een primitief schubdier, deze soort had nog geen schubben maar haren. Het dier leek een beetje op een mangoest. Metacheiromys kwam voor in delen van Noord-Amerika en leefde in het Midden-Eoceen.

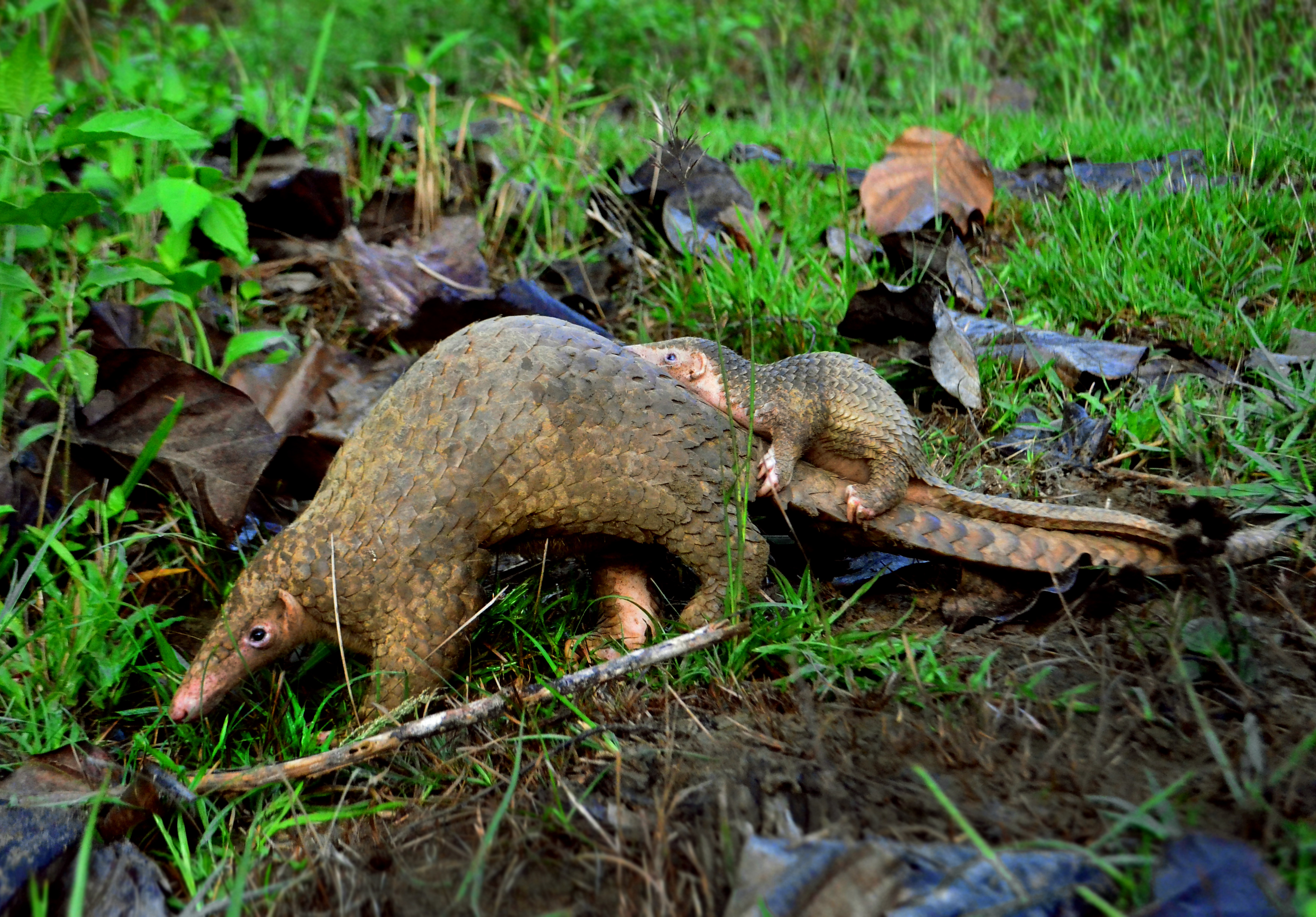
Palawanschubdier
Een moeder met jong

In de onderstaande tabel is de positie van de schubdieren binnen de verschillende groepen van zoogdieren weergegeven.
|  | Pholidota (schubdierachtigen)                          |
|  |                                                        |
|  | Carnivora (katten, honden, hyena's, beren, zeeleeuwen) |
|  |                                                        |

|  | Perissodactyla (paarden, tapirs, neushoorns)                           |
|  |                                                                        |
|  | Cetartiodactyla (kamelen, varkens, herkauwers, nijlpaarden, walvissen) |
|  |                                                                        |

|  | Pholidota (schubdierachtigen)                          |
|  |                                                        |
|  | Carnivora (katten, honden, hyena's, beren, zeeleeuwen) |
|  |                                                        |

|  | Perissodactyla (paarden, tapirs, neushoorns)                           |
|  |                                                                        |
|  | Cetartiodactyla (kamelen, varkens, herkauwers, nijlpaarden, walvissen) |
|  |                                                                        |

|  | Pholidota (schubdierachtigen)                          |
|  |                                                        |
|  | Carnivora (katten, honden, hyena's, beren, zeeleeuwen) |
|  |                                                        |

|  | Perissodactyla (paarden, tapirs, neushoorns)                           |
|  |                                                                        |
|  | Cetartiodactyla (kamelen, varkens, herkauwers, nijlpaarden, walvissen) |
|  |                                                                        |

|  | Pholidota (schubdierachtigen)                          |
|  |                                                        |
|  | Carnivora (katten, honden, hyena's, beren, zeeleeuwen) |
|  |                                                        |

|  | Perissodactyla (paarden, tapirs, neushoorns)                           |
|  |                                                                        |
|  | Cetartiodactyla (kamelen, varkens, herkauwers, nijlpaarden, walvissen) |
|  |                                                                        |

|  | Pholidota (schubdierachtigen)                          |
|  |                                                        |
|  | Carnivora (katten, honden, hyena's, beren, zeeleeuwen) |
|  |                                                        |

|  | Perissodactyla (paarden, tapirs, neushoorns)                           |
|  |                                                                        |
|  | Cetartiodactyla (kamelen, varkens, herkauwers, nijlpaarden, walvissen) |
|  |                                                                        |

|  | Pholidota (schubdierachtigen)                          |
|  |                                                        |
|  | Carnivora (katten, honden, hyena's, beren, zeeleeuwen) |
|  |                                                        |

|  | Perissodactyla (paarden, tapirs, neushoorns)                           |
|  |                                                                        |
|  | Cetartiodactyla (kamelen, varkens, herkauwers, nijlpaarden, walvissen) |
|  |                                                                        |

|  | Pholidota (schubdierachtigen)                          |
|  |                                                        |
|  | Carnivora (katten, honden, hyena's, beren, zeeleeuwen) |
|  |                                                        |

|  | Perissodactyla (paarden, tapirs, neushoorns)                           |
|  |                                                                        |
|  | Cetartiodactyla (kamelen, varkens, herkauwers, nijlpaarden, walvissen) |
|  |                                                                        |

|  | Pholidota (schubdierachtigen)                          |
|  |                                                        |
|  | Carnivora (katten, honden, hyena's, beren, zeeleeuwen) |
|  |                                                        |

|  | Perissodactyla (paarden, tapirs, neushoorns)                           |
|  |                                                                        |
|  | Cetartiodactyla (kamelen, varkens, herkauwers, nijlpaarden, walvissen) |
|  |                                                                        |

|  | Pholidota (schubdierachtigen)                          |
|  |                                                        |
|  | Carnivora (katten, honden, hyena's, beren, zeeleeuwen) |
|  |                                                        |

|  | Perissodactyla (paarden, tapirs, neushoorns)                           |
|  |                                                                        |
|  | Cetartiodactyla (kamelen, varkens, herkauwers, nijlpaarden, walvissen) |
|  |                                                                        |

|  | Pholidota (schubdierachtigen)                          |
|  |                                                        |
|  | Carnivora (katten, honden, hyena's, beren, zeeleeuwen) |
|  |                                                        |

|  | Perissodactyla (paarden, tapirs, neushoorns)                           |
|  |                                                                        |
|  | Cetartiodactyla (kamelen, varkens, herkauwers, nijlpaarden, walvissen) |
|  |                                                                        |

|  | Pholidota (schubdierachtigen)                          |
|  |                                                        |
|  | Carnivora (katten, honden, hyena's, beren, zeeleeuwen) |
|  |                                                        |

|  | Perissodactyla (paarden, tapirs, neushoorns)                           |
|  |                                                                        |
|  | Cetartiodactyla (kamelen, varkens, herkauwers, nijlpaarden, walvissen) |
|  |                                                                        |

|  | Pholidota (schubdierachtigen)                          |
|  |                                                        |
|  | Carnivora (katten, honden, hyena's, beren, zeeleeuwen) |
|  |                                                        |

|  | Perissodactyla (paarden, tapirs, neushoorns)                           |
|  |                                                                        |
|  | Cetartiodactyla (kamelen, varkens, herkauwers, nijlpaarden, walvissen) |
|  |                                                                        |

|  | Pholidota (schubdierachtigen)                          |
|  |                                                        |
|  | Carnivora (katten, honden, hyena's, beren, zeeleeuwen) |
|  |                                                        |

|  | Perissodactyla (paarden, tapirs, neushoorns)                           |
|  |                                                                        |
|  | Cetartiodactyla (kamelen, varkens, herkauwers, nijlpaarden, walvissen) |
|  |                                                                        |

|  | Pholidota (schubdierachtigen)                          |
|  |                                                        |
|  | Carnivora (katten, honden, hyena's, beren, zeeleeuwen) |
|  |                                                        |

|  | Perissodactyla (paarden, tapirs, neushoorns)                           |
|  |                                                                        |
|  | Cetartiodactyla (kamelen, varkens, herkauwers, nijlpaarden, walvissen) |
|  |                                                                        |

|  | Pholidota (schubdierachtigen)                          |
|  |                                                        |
|  | Carnivora (katten, honden, hyena's, beren, zeeleeuwen) |
|  |                                                        |

|  | Perissodactyla (paarden, tapirs, neushoorns)                           |
|  |                                                                        |
|  | Cetartiodactyla (kamelen, varkens, herkauwers, nijlpaarden, walvissen) |
|  |                                                                        |

|  | Pholidota (schubdierachtigen)                          |
|  |                                                        |
|  | Carnivora (katten, honden, hyena's, beren, zeeleeuwen) |
|  |                                                        |

|  | Perissodactyla (paarden, tapirs, neushoorns)                           |
|  |                                                                        |
|  | Cetartiodactyla (kamelen, varkens, herkauwers, nijlpaarden, walvissen) |
|  |                                                                        |

Er zijn acht soorten, waarvan er vier voorkomen in Afrika en vier in Azië. Vroeger werden alle soorten in één geslacht geplaatst; Manis. Tegenwoordig worden de soorten verdeeld over drie geslachten: Manis, Phataginus en Smutsia. Door sommige bronnen worden de soorten uit het geslacht Manis tot de onderfamilie Maninae gerekend, de soorten uit het geslacht Smutsia tot de onderfamilie Smutsiinae en Phataginus tot de onderfamilie Phatagininae. Dit wordt echter niet door alle bronnen erkend.
Het langstaartschubdier (Phataginus tetradactylus) werd vroeger tot het niet meer erkende geslacht Uromanis gerekend. Het Javaans schubdier (Manis javanica) werd eerder bij het geslacht Paramanis ingedeeld.
De verschillende soorten zijn vroeger ook onder andere namen beschreven. Als voorbeeld het Indisch schubdier (Manis crassicaudata), dat vroeger bekend stond onder de namen Manis brachyura en Pholidotus indicus.
Door sommige bronnen worden de geslachten als ondergeslachten van Manis gezien. De wetenschappelijke naam van bijvoorbeeld het Afrikaans boomschubdier wordt dan niet weergegeven als Phataginus tricuspis maar als Manis (Phataginus) tricuspis.
In de onderstaande tabel is de afstammingslijn van de verschillende geslachten en soorten weergegeven.
|  | Manis crassicaudata (Indisch schubdier)                                                                     |
|  | |
|  | \| \| Manis culionensis (Palawanschubdier) \| \| \| \| \| \| Manis javanica (Javaans schubdier) \| \| \| \| |
|  | |
|  | Manis culionensis (Palawanschubdier)                                                                        |
|  | |
|  | Manis javanica (Javaans schubdier)                                                                          |
|  | |

|  | Manis culionensis (Palawanschubdier) |
|  |                                      |
|  | Manis javanica (Javaans schubdier)   |
|  |                                      |

|  | Manis crassicaudata (Indisch schubdier)                                                                     |
|  | |
|  | \| \| Manis culionensis (Palawanschubdier) \| \| \| \| \| \| Manis javanica (Javaans schubdier) \| \| \| \| |
|  | |
|  | Manis culionensis (Palawanschubdier)                                                                        |
|  | |
|  | Manis javanica (Javaans schubdier)                                                                          |
|  | |

|  | Manis culionensis (Palawanschubdier) |
|  |                                      |
|  | Manis javanica (Javaans schubdier)   |
|  |                                      |

|  | Smutsia gigantea (Reuzenschubdier)       |
|  |                                          |
|  | Smutsia temminckii (Temmincks schubdier) |
|  |                                          |

|  | Phataginus tetradactylus (Langstaartschubdier) |
|  |                                                |
|  | Phataginus tricuspis (Afrikaans boomschubdier) |
|  |                                                |

|  | Smutsia gigantea (Reuzenschubdier)       |
|  |                                          |
|  | Smutsia temminckii (Temmincks schubdier) |
|  |                                          |

|  | Phataginus tetradactylus (Langstaartschubdier) |
|  |                                                |
|  | Phataginus tricuspis (Afrikaans boomschubdier) |
|  |                                                |

|  | Manis crassicaudata (Indisch schubdier)                                                                     |
|  | |
|  | \| \| Manis culionensis (Palawanschubdier) \| \| \| \| \| \| Manis javanica (Javaans schubdier) \| \| \| \| |
|  | |
|  | Manis culionensis (Palawanschubdier)                                                                        |
|  | |
|  | Manis javanica (Javaans schubdier)                                                                          |
|  | |

|  | Manis culionensis (Palawanschubdier) |
|  |                                      |
|  | Manis javanica (Javaans schubdier)   |
|  |                                      |

|  | Manis crassicaudata (Indisch schubdier)                                                                     |
|  | |
|  | \| \| Manis culionensis (Palawanschubdier) \| \| \| \| \| \| Manis javanica (Javaans schubdier) \| \| \| \| |
|  | |
|  | Manis culionensis (Palawanschubdier)                                                                        |
|  | |
|  | Manis javanica (Javaans schubdier)                                                                          |
|  | |

|  | Manis culionensis (Palawanschubdier) |
|  |                                      |
|  | Manis javanica (Javaans schubdier)   |
|  |                                      |

|  | Smutsia gigantea (Reuzenschubdier)       |
|  |                                          |
|  | Smutsia temminckii (Temmincks schubdier) |
|  |                                          |

|  | Phataginus tetradactylus (Langstaartschubdier) |
|  |                                                |
|  | Phataginus tricuspis (Afrikaans boomschubdier) |
|  |                                                |

|  | Smutsia gigantea (Reuzenschubdier)       |
|  |                                          |
|  | Smutsia temminckii (Temmincks schubdier) |
|  |                                          |

|  | Phataginus tetradactylus (Langstaartschubdier) |
|  |                                                |
|  | Phataginus tricuspis (Afrikaans boomschubdier) |
|  |                                                |